# 1990年緬甸議會選舉
緬甸曾於1990年5月27日舉行過一次議會選舉。是次選舉是自1960年來的第一次多黨的選舉。這次選舉的目的並不是要選出一個議會制政府，而是要選出一個與憲法起草委員會規模相當的議會以起草新憲法。
昂山素姬領導的全國民主聯盟在是次選舉中大勝，贏得了492個議席中的392個。然而軍方在選後拒絕承認選舉結果，並由軍政府繼續統治緬甸到2011年。這次選舉的投票率爲72.6%。

## 背景
8888民主運動和昂山素姬領導並成立的全國民主聯盟的崛起，使得全球的媒體都把目光轉向了緬甸的政局。
1988年9月，由緬甸軍方控制的國家恢復法律和秩序委員會在它的一號宣告（Declaration No. 1）中確立了未來的四個目標：恢復法律和秩序、改善交通、改善人道主義狀況，以及舉行多黨制選舉。同時，委員會還稱「軍方會在不久後還政於民」。與此同時，有人呼籲昂山素姬進行緬甸公民與軍政府之間的對話。1989年5月，政府重開參與了前一年的民主運動的大學。同時，軍政府還同意讓步，並確定會在1990年5月舉行大選。政黨的註冊也在該月開放。而確切日期最終之所以定在1990年5月27日，係因27日被認爲是吉日（2+7=9，緬甸人認爲9帶有吉祥性質），且是五月的第四個週日。

## 參與政黨以及選戰
是次選舉共有93個政黨推出共2297名候選人參與角逐。每個選區選區都有2名以上的候選人參選。在93個參選政黨中，有19個政黨是少數民族政黨。
軍政府當局希望爲其所支持的緬甸民族團結黨能在大選中獲勝。
昂山素姬在這次選舉中成爲奈溫很不賞識的助手盛雷音的競選對手。緬甸民族團結黨的競選標誌是一捆水稻稈，全民盟的競選標誌則是一頂草帽。然而，有些人把水稻稈綁到了他們的腳踝邊——這在信仰佛教的緬甸被視爲是極端無禮的行爲。選舉前昂山素姬被軟禁。
在選戰進行期間，軍政當局對反對派人士施予了限制。當局希望軍政府前成員昂基（Aung Gyi）能夠領導一個脆弱的、不會對軍方權益構成威脅的聯盟。昂基在1988年因爲發表反對當局的意見而被投入監獄，但是，他批評昂山素姬，說她「被『共產分子』幕後操縱」。而在選舉進行期間，前總理吳努處於被軟禁的狀態。在選戰期間，當局仍然對公眾集會和政治集會施加限制，所有的政治文獻也被要求在出版之前需經過恢復法制委員會（SLORC）審查。離投票日還有2天的時候，當局出乎意料地向61國的記者發放了簽證，以讓他們能夠對這次大選進行報道。

## 結果
全民盟在這次選舉中贏取了492個議席中的392個，而軍方支持的民族團結黨雖然獲得了僅次於全民盟的選票（佔總票數的21%），卻只獲得了10個議席（名列各黨中的第四位）。
| 政黨                       | 得票       | 得票率 | 贏得席次 |
| -------------------------- | ---------- | ------ | -------- |
| 全國民主聯盟               | 7,930,841  | 52.5   | 392      |
| 緬甸民族團結黨             | 3,312,122  | 21.9   | 10       |
| 撣族爭取民主同盟           | 220,835    | 1.5    | 23       |
| 聯合民族民主黨             | 182,752    | 1.2    | 1        |
| 若開民族黨                 | 157,255    | 1.0    | 11       |
| 孟族全國民主陣線           | 135,874    | 0.9    | 5        |
| 國家爭取人權民主黨         | 128,129    | 0.8    | 4        |
| 緬甸民主黨                 | 63,387     | 0.4    | 1        |
| 民族民主黨                 | 61,791     | 0.4    | 3        |
| 欽族爭取民主民族會         | 51,277     | 0.3    | 3        |
| 聯合帕歐族組織             | 43,214     | 0.3    | 3        |
| 阿爾坎人民民主陣線         | 31,620     | 0.3    | 0        |
| 聯合達努爭取民主黨         | 23,145     | 0.1    | 1        |
| 鉭昂全國民主聯盟           | 22,223     | 0.1    | 2        |
| 克耶民族團結民族會         | 16,580     | 0.1    | 2        |
| 拉祜族發展黨               | 15,794     | 0.1    | 1        |
| 克欽邦全國爭取民主代表大會 | 13,994     | 0.1    | 3        |
| 克密族民族團結會           | 12,578     | 0.1    | 1        |
| Zomi族全國代表大會         | 12,372     | 0.1    | 2        |
| 卡亞邦民族民主同盟         | 11,664     | 0.1    | 2        |
| 納加丘陵地區進步黨         | 10,612     | 0.1    | 2        |
| 卡曼族全國民主聯盟         | 10,596     | 0.1    | 1        |
| 畢業生和往屆生民主協會     | 10,508     | 0.1    | 1        |
| 團結民族民主同盟           | 8,929      | 0.1    | 1        |
| 撣邦Kokango民主黨          | 7,392      | 0.1    | 1        |
| 克倫邦民族會               | 6,401      | 0      | 1        |
| 馬拉人民黨                 | 592,958    | 3.9    | 1        |
| 愛國老戰友聯線             | 592,958    | 3.9    | 1        |
| 61個其它政黨               | 592,958    | 3.9    | 0        |
| 無黨籍                     | 151,763    | 1.0    | 6        |
| 懸缺                       | –          | –      | 7        |
| 廢票                       | 1,865,918  | 12.3   | -        |
| 總投票                     | 15,112,524 | 100    | 492      |
| 選民總數                   | 20,818,313 | 49.8   | –        |
| 來源: Nohlen et al.        |            |        |          |

## 選舉結束後
最初軍政府稱他們會尊重選舉結果，只不過他們要在一部新憲法被制定出後才會交權。軍方還稱，新憲法的立法工作最多會花費2年的時間。然而在選舉結果公佈後，震驚於選舉結果，軍方最後宣佈選舉無效，不少異議人士也被迫流亡。一些流亡海外的異議人士還在美國成立了緬甸聯邦國家聯合政府。在選舉結束兩個月後，國家恢復法律和秩序委員會發佈1/90號命令稱他們對緬甸的統治「具有合法性」，因爲他們是「受到聯合國和其它各國政府認可的」，且「能夠阻止聯邦的分裂」。委員會還要求所有政黨必須要獲得他們的認可，並且要接受1/90號命令。命令發佈後，不少異議人士都因拒絕接受軍政當局的要求而被逮捕。是次選舉的「贏家」昂山素姬不但未能執政，更長期遭到多次軟禁，直至2010年才獲釋。